# 涅夫捷戈爾斯克區

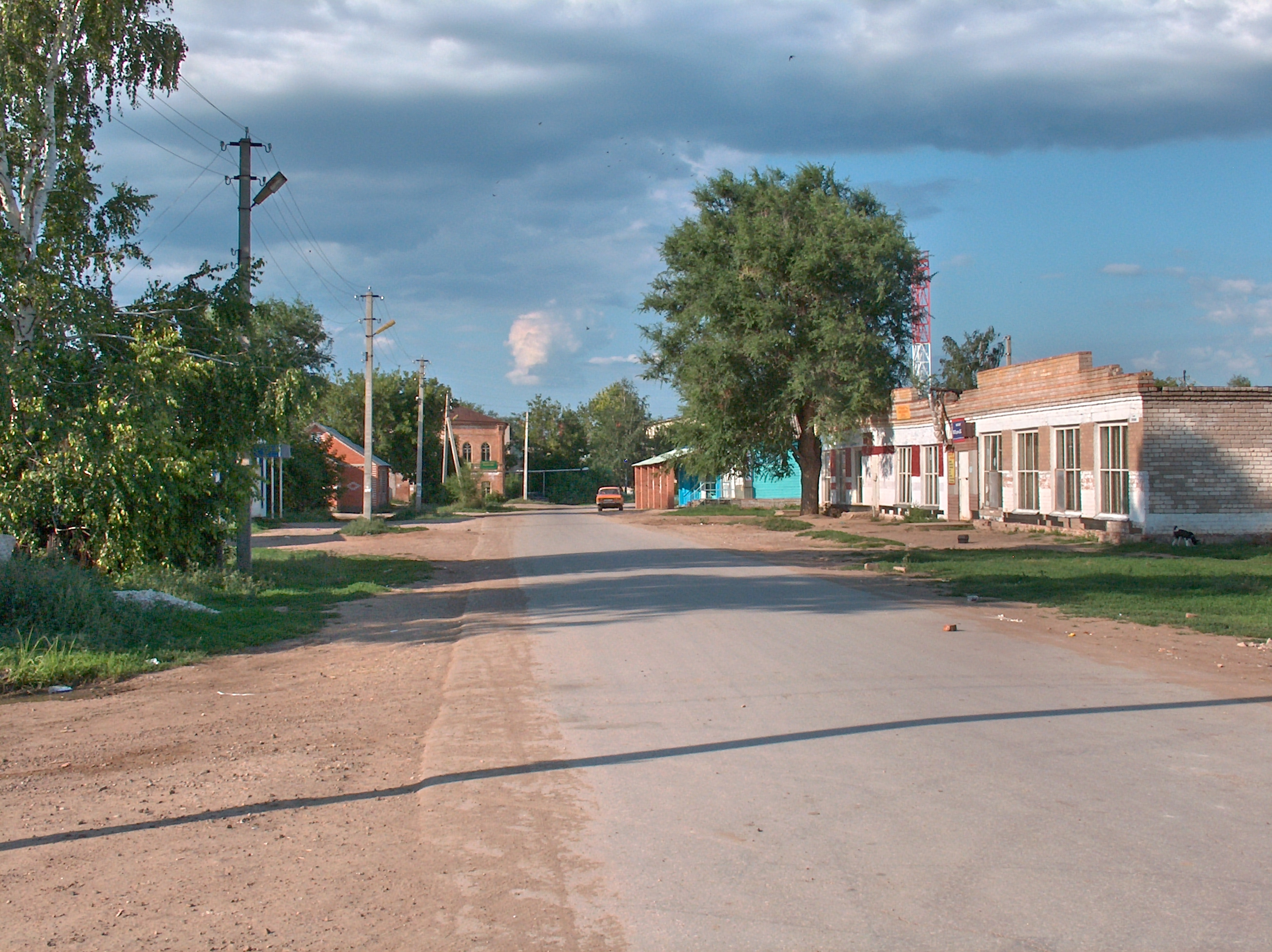

52°48′N 51°10′E / 52.800°N 51.167°E
涅夫捷戈爾斯克區（俄语：Нефтегорский район），是俄羅斯的一個區，位於該國西南部，由薩馬拉州負責管轄，面積1,350平方公里，2010年人口34,478，人口密度每平方公里25.54人。